# سيلين فان أويتسيل
سيلين فان أويتسيل (من مواليد 11 يناير 1997) عارضة أزياء بلجيكية وحاملة لقب ملكة جمال بعدما توجت بمسابقة ملكة جمال بلجيكا 2020. وهذا جعلها المرأة الفلمنكية السابعة على التوالي التي تفوز بها، والخامسة التي تأتي من مقاطعة أنتويرب في غضون ست سنوات، بصفتها ملكة جمال بلجيكا سيتم منحها الفرصة لتمثيل بلجيكا في كل من ملكة جمال الكون 2020 وملكة جمال العالم 2020. ستمثل بلجيكا في كل من ملكة جمال الكون 2020 وملكة جمال العالم 2020.

## مسابقة ملكة الجمال
بدأت سيلين مسيرتها في المسابقة في عام 2015 ، حيث احتلت المركز الثاني في مسابقة ملكة جمال أنتويرب 2016 ، بعد لونتي فرانس الفائزة بلقب ملكة جمال بلجيكا 2016. عادت إلى المسابقة بعد أربع سنوات، عندما شاركت في مسابقة ملكة جمال أنتويرب 2020.
بعد فوزها في مسابقة ملكة جمال أنتويرب، تم منح سيلين فان أويتسيل الفرصة للتنافس في مسابقة ملكة جمال بلجيكا 2020 ، ممثلة أنتويرب. في عرض مسابقة ملكة جمال بلجيكا، قدمت نفسها باسم "Miss Legally Blonde" ، لأنها حاصلة على شهادة في الحقوق، وهي شقراء، نظرًا لوجودها القوي على الإنترنت، منحت أيضًا لقب ملكة جمال الشبكات الاجتماعية في ملكة جمال بلجيكا. بينما كانت تتنافس في الجزء المسائي من ملكة جمال بلجيكا، سقطت سيلين على خشبة مسرح بلوبسلاند، لكنها نالت ثناء المشجعين عندما التقطت نفسها بعد أن سقطت على خشبة المسرح خلال الحفل المباشر ومشيت بأمان كما لو لم يحدث شيء، تاركة حمالة صدرها المبطنة على الأرض ؛ تلقى هذا الاهتمام على نطاق واسع في جميع أنحاء وسائل الإعلام البلجيكية.
على الرغم من سقوطها، فقد توجت بلقب ملكة جمال بلجيكا 2020.

## روابط خارجية
- سيلين فان أويتسيل على إنستغرام

| الجوائز و الإنجازات       | الجوائز و الإنجازات   | الجوائز و الإنجازات |
| ------------------------- | --------------------- | ------------------- |
| سبقه إيلينا كاسترو سواريز | ملكة جمال بلجيكا 2020 | الحالي              |